# Zinkit
Zinkit (Haidinger, 1845), chemický vzorec (Zn,Mn2+)O (oxid zinečnatý s obsahem cca 6 % Mn), je šesterečný minerál nazývaný dle jeho chemického složení.

## Původ
- metamorfní - primární minerál v metamorfovaném ložisku zinku (New Jersey, USA)
- druhotný - vzniklý oxidací jiných minerálů v ložiscích zinkových rud
- vulkanický - produkt vulkanické činnosti

## Morfologie
Vzácně se vyskytující hemimorfní krystaly mají tvar pyramidy. Obvykle lístkovité, zrnité nebo celistvé agregáty. Dvojčatí podle {0001}.

## Vlastnosti
- Fyzikální vlastnosti: Tvrdost 4, křehký, hustota 5,64-5,68 g/cm³, štěpnost dokonalá podle {1010}, částečná podle {0001}, lom lasturnatý.
- Optické vlastnosti: Barva: žlutooranžová, červená, červenohnědá. Lesk diamantový, polokovový, průhlednost: průsvitný až opakní, vryp žlutooranžový.
- Chemické vlastnosti: Složení: Zn 73,25 %, Mn 6,84 %, O 19,91 %, běžně příměsi Fe. Rozpouští se v kyselinách, před dmuchavkou se netaví.

## Podobné minerály
- cinabarit, rutil

## Parageneze
- franklinit, willemit, kalcit (New Jersey, USA); zinek, sfalerit, smithsonit, hemimorfit, hausmannit, rodonit aj.

## Získávání
Zinkit se dnes k průmyslovým účelům netěží.

## Využití

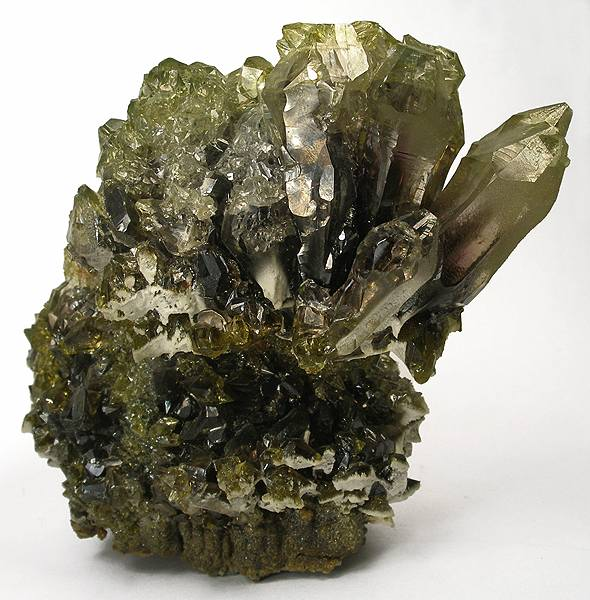
Syntetický krystal zinkitu

Vzácné krystaly trvale vzbuzují pozornost sběratelů. Krystaly mohou být vytvořeny také uměle jako vedlejší produkt tavení zinku. Syntetické krystaly mohou být bezbarvé nebo v odstínech tmavě červené, oranžové, žluté až světle zelené.

## Naleziště
Vzácně se vyskytující minerál.
- Česko – Kutná Hora – staré struskové haldy v údolí říčky Vrchlice
- Slovensko – v okolí Smolníku v Košickém kraji
- Německo – Sasko – Schneeberg
- USA – světový význam měla dnes již vydobytá ložiska zinkitu ve Franklinu a Sterlinu Hillu v New Jersey (USA), kde byl minerál doprovázen bílým nebo růžovým kalcitem, zeleným willemitem, šedým tefroitem a černým franklinitem.
- a další.